# GSC2816-1927
GSC2816-1927 — хімічно пекулярна зоря спектрального класу F2, що має видиму зоряну величину в смузі V приблизно 10,7.

## Пекулярний хімічний вміст
Зоряна атмосфера GSC2816-1927 має підвищений вміст 
Mn
.